# Liga Asobal 1999-00
La Liga Asobal 1999-00 fue la última temporada en la que se disputó la liga regular, y a continuación las eliminatorias por el título y por el descenso. La liga regular constaba de catorce equipos que se enfrentaban todos contra todos a doble vuelta. La eliminatoria por el título era disputada por los ocho primeros equipos de la liga regular, con los cuartos y las semifinales al mejor de tres partidos y la final al mejor de cinco. Esta temporada los dos equipos que ascendieron fueron el BM Valencia, y el debutante Garbel Zaragoza.
El defensor del título, el FC Barcelona, volvió a revalidar su título tras perder tan solo dos partidos y empatar otros dos. Además del Barcelona, el segundo clasificado, el Portland San Antonio, también se clasificó para la siguiente edición de la Copa de Europa.

## Clasificación
| Pos | Equipo                        | J  | G  | E | P  | GF  | GC  | Dif  | Pts |
| --- | ----------------------------- | -- | -- | - | -- | --- | --- | ---- | --- |
| 1   | F.C. Barcelona                | 26 | 22 | 2 | 2  | 809 | 619 | 190  | 46  |
| 2   | Caja España Ademar León       | 26 | 19 | 4 | 3  | 763 | 605 | 158  | 42  |
| 3   | Portland San Antonio Pamplona | 26 | 18 | 1 | 7  | 742 | 658 | 84   | 37  |
| 4   | C.B. Cantabria Santander      | 26 | 15 | 3 | 8  | 664 | 616 | 48   | 33  |
| 5   | C.D. Bidasoa Irún             | 26 | 12 | 7 | 7  | 603 | 597 | 6    | 31  |
| 6   | BM. Gáldar                    | 26 | 14 | 2 | 10 | 678 | 686 | –8   | 30  |
| 7   | A.D.C. Ciudad Real            | 26 | 12 | 2 | 11 | 682 | 697 | –15  | 27  |
| 8   | BM. Valencia                  | 26 | 10 | 5 | 11 | 698 | 733 | –35  | 25  |
| 9   | BM. Cangas                    | 26 | 10 | 4 | 12 | 631 | 669 | –38  | 24  |
| 10  | C.BM. Valladolid              | 26 | 10 | 4 | 12 | 746 | 741 | 5    | 24  |
| 11  | C.BM. Granollers              | 26 | 7  | 6 | 13 | 629 | 654 | –25  | 20  |
| 12  | Garbel Zaragoza               | 26 | 6  | 3 | 17 | 631 | 703 | –72  | 15  |
| 13  | S.D. Teucro Pontevedra        | 26 | 3  | 2 | 21 | 609 | 718 | –109 | 8   |
| 14  | S.D. Chapela                  | 26 | 1  | 0 | 25 | 537 | 726 | –189 | 2   |

|  | Play-off por el título    |
|  | Play-off por la salvación |

## Play-off por el título
|  | Cuartos de final | Cuartos de final     | Cuartos de final | Cuartos de final     | Cuartos de final |    |                      | Semifinal    | Semifinal | Semifinal | Semifinal | Semifinal |  |  | Final | Final        | Final | Final | Final |
|  |                  |                      |                  |                      |                  |    |                      |              |           |           |           |           |  |  |       |              |       |       |       |
|  | 1                | FC Barcelona         | 34               | 23                   | -                |    |                      |              |           |           |           |           |  |  |       |              |       |       |       |
|  | 8                | BM Valencia          | 21               | 19                   | -                |    |                      |              |           |           |           |           |  |  |       |              |       |       |       |
|  | 8                | BM Valencia          | 21               | 19                   | -                |    |                      | FC Barcelona | 28        | 32        | -         |           |  |  |       |              |       |       |       |
|  |                  |                      |                  |                      |                  |    |                      | FC Barcelona | 28        | 32        | -         |           |  |  |       |              |       |       |       |
|  |                  |                      | Bidasoa Irún     | 22                   | 22               | -  |                      |              |           |           |           |           |  |  |       |              |       |       |       |
|  | 4                | CB Cantabria         | Bidasoa Irún     | 22                   | 22               | -  | 19                   | 23           | -         |           |           |           |  |  |       |              |       |       |       |
|  | 4                | CB Cantabria         |                  |                      |                  |    | 19                   | 23           | -         |           |           |           |  |  |       |              |       |       |       |
|  | 5                | Bidasoa Irún         | 22               | 25                   | -                |    |                      |              |           |           |           |           |  |  |       |              |       |       |       |
|  |                  |                      |                  |                      |                  |    |                      |              |           |           |           |           |  |  |       | FC Barcelona | 26    | 28    | 25    |
|  |                  |                      |                  | Portland San Antonio | 22               | 24 | 23                   |              |           |           |           |           |  |  |       |              |       |       |       |
|  | 3                | Portland San Antonio | 27               | 24                   | -                |    |                      |              |           |           |           |           |  |  |       |              |       |       |       |
|  | 6                | BM Gáldar            | 24               | 23                   |                  |    |                      |              |           |           |           |           |  |  |       |              |       |       |       |
|  | 6                | BM Gáldar            | 24               | 23                   |                  |    | Portland San Antonio | 27           | 28        | -         |           |           |  |  |       |              |       |       |       |
|  |                  |                      |                  |                      |                  |    | Portland San Antonio | 27           | 28        | -         |           |           |  |  |       |              |       |       |       |
|  |                  |                      | Ademar León      | 23                   | 22               | -  |                      |              |           |           |           |           |  |  |       |              |       |       |       |
|  | 2                | Ademar León          | Ademar León      | 23                   | 22               | -  | 26                   | 30           | -         |           |           |           |  |  |       |              |       |       |       |
|  | 2                | Ademar León          |                  |                      |                  |    | 26                   | 30           | -         |           |           |           |  |  |       |              |       |       |       |
|  | 7                | BM Ciudad Real       | 24               | 29                   | -                |    |                      |              |           |           |           |           |  |  |       |              |       |       |       |

## Play-off por la permanencia
|  | Semifinales | Semifinales     | Semifinales   | Semifinales | Semifinales |    |                 | Final | Final | Final | Final | Final |
|  |             |                 |               |             |             |    |                 |       |       |       |       |       |
|  |             | Garbel Zaragoza | 27            | 21          | 22          |    |                 |       |       |       |       |       |
|  |             | SD Teucro       | 22            | 27          | 21          |    |                 |       |       |       |       |       |
|  |             | SD Teucro       | 22            | 27          | 21          |    | Garbel Zaragoza | 18    | 28    | 22    |       |       |
|  |             |                 |               |             |             |    | Garbel Zaragoza | 18    | 28    | 22    |       |       |
|  |             |                 | BM Granollers | 21          | 23          | 25 |                 |       |       |       |       |       |
|  |             | BM Chapela      | BM Granollers | 21          | 23          | 25 | 16              | 25    | -     |       |       |       |
|  |             | BM Chapela      |               |             |             |    | 16              | 25    | -     |       |       |       |
|  |             | BM Granollers   | 32            | 33          | -           |    |                 |       |       |       |       |       |

- El BM Chapela y el SD Teucro descienden a División de Honor B
- El Garbel Zaragoza ganó al BM Barakaldo en el partido por la permanencia y jugará la siguiente temporada en la Liga ASOBAL.